# Matthew Coon Come
Matthew Coon Come OC (nascido em 13 de abril de 1956) é um político e activista canadiano de ascendência cree. Ele foi Chefe Nacional da Assembleia das Primeiras Nações de 2000 a 2003.